# Individuacija
Svrha individuacije, pojma kako ga je elaborirao Carl Gustav Jung, oslobađanje je Vlastitosti ( Selbst, Jastvo, Osobnost) iz pogrešnog plašta persone, ali i od sugestivne moći nesvjesnih slika (arhetipova). 
Jung je personu definirao kao isječak iz kolektivne psihe. Prvobitno značenje persone je maska koju je nosio glumac i koja je označavala ulogu u kojoj je nastupao. U psihološkom smislu persona predstavlja kompromis o tome kako pojedinac u društvu izgleda. Analizirajući personu skida se maska i otkriva da ono što je izgledalo individualno (titula, zastupanje u ime institucije, zauzimanje službene poze, igranje društvene uloge i sl.) u biti kolektivno, a da je ono što je stvarno individualno u nama, zapravo jako teško otkriti. 
Pojam individuacije upućuje ka otkrivanju istinske individualnosti u gotovo religioznom smislu, a nema ništa zajedničkog s pojmom individualizam. Individualizam je namjerno isticanje navodne svojstvenosti nasuprot kolektivnih obzira i obveza, a individuacija, osim što predstavlja unutarnju kontemplaciju, znači bolje i potpunije ispunjenje i kolektivnih opredjeljenja kod čovjeka. 
Onoliko koliko je relativno jednostavno predočiti što je Jung mislio pod pojmom persona, toliko je teško shvatljivo razložiti one suptilne unutrašnje procese koji sugestivnom silom zahvaćaju svijest, a koje je nazvao iskonskim slikama, praslikama, odnosno arhetipovima kolektivno nesvjesnog. U svom djelu «Veze između ja i nesvjesnog», Jung je tu teškoću pokušao prevladati primjerima unutar psihopatologije, gdje se djelovanje i snaga sugestibilnih slika kod duševnih bolesnika izražava u svom ekstremnom obliku, ali i analitičkim pristupom na djela stvaralačkih inspiracija kod velikih umjetnika, religijskih preobraćenja i općenito razlažući filozofiju, ezoteriju i komparativnu religiju, dokazujući u njima vidljivo arhetipsko djelovanje. 
Ključna teorija koja se nalazi u osnovi individuacije je Jungova znanstvena teza da djelovanje nesvjesnog ima ciljnu usmjerenost i da se u odnosu na svijest ponaša kompenzatorski (kompenzacija = izjednačenje, zamjena). Po njemu nesvjesna zbivanja (snovi, fantazije, glasovi, vizije...)  kompenziraju svjesno ja i sadrže sve one elemente koji su prijeko potrebni za samoregulaciju cjelokupne psihe. Svjesno i nesvjesno nisu nužno u međusobnoj suprotnosti, već se (kod slučaja aktivnog sudjelovanja svijesti) međusobno dopunjuju do određene cjeline, do Jastva (Selbst). Ovu sintezu svjesno-nesvjesnih sadržaja Jung je nazvao transcendentna funkcija. Jastvo, kao rezultat transcendentne funkcije, ostaje čovjeku uvijek nadređena veličina, ali takva kojoj se svjesno ja ne protivi i nije joj podčinjeno, već joj je jednostavno pridodano. 
Jung nije ni pokušao znanstveno definirati Jastvo, jer bi za tu operaciju jedan dio (ja) trebao definirati potpunost i cjelinu, koju u svom duhovnom smislu sadržava Jastvo. Stoga je za Jastvo zahtijevao bar vrijednost hipoteze, koja je rezultat dubinskih promatranja, nalik onoj o strukturi atoma. Jung nije tvrdio da je konačno formulirao sve odgovore, smatrao je da u tom tamnom području dubinske psihologije leže odgovori na pojedine zagonetke kojima se psihologija svijesti nije nikada čak ni približila, stoga je bio zadovoljan da se njegov obiman rad smatra istraživačkim pokušajem jednog odgovora.